# 萧源之
萧源之（4世紀—420年），字君流，南蘭陵兰陵县人。孝懿皇后蕭文壽（刘裕后母）弟弟，宋武帝刘裕的舅舅。劉宋外戚，晋朝大臣。

## 生平
萧源之历任中书黄门郎，徐州、兖州二州刺史，冠军将军、南琅邪郡太守。刘宋取代东晋，永初元年（420年），萧源之卒，追赠前将军。

## 家庭

### 祖父
- 蕭亮，字保祚，晋朝侍御史。

### 父
- 蕭卓，字子略，晋朝洮阳县令。赠金紫光禄大夫，追封封阳县侯，妻下邳赵氏封吴郡寿昌县君。

### 子
- 蕭思話
- 蕭思度，其女为殷孝祖妻，改嫁北魏张宗之，由于她“多悉妇人仪饰故事”，魏孝文帝太和年间，初制六宫服章，萧氏被命在内预见访采，数蒙赐赉